# Eduard Bomhoff
Eduard Jan Bomhoff, né le 30 septembre 1944 à Amsterdam, est un universitaire et homme politique néerlandais, vice-Premier ministre et ministre de la Santé entre juillet et octobre 2002.

## Biographie

### Formation et débuts professionnels
Il passe avec succès un diplôme en mathématiques à l'université de Leyde en 1970. Il commence alors à enseigner au Kenya, avant de rejoindre le Fonds monétaire international (FMI). En 1972, il adhère au Parti du travail (PvdA).

### Premier parcours d'universitaire
Il obtient un doctorat en sciences économiques en 1979 à l'université Érasme de Rotterdam. Il y devient professeur d'économie monétaire deux ans plus tard. En 1986, il fonde le programme Rochester Erasme Executive MBA dont il assure la direction pendant trois ans.
Il quitte l'université Érasme lorsque l'université de Nyenrode le recrute en 1994, pour occuper un poste de professeur d'économie financière. Il est nommé en 1995 à la direction de l'Institut Nyfer, spécialisé dans la recherche économique.

### Très brève carrière ministérielle
Il adhère en 2002 à la Liste Pim Fortuyn (LPF) et quitte en conséquence le PvdA. Le 22 juillet, Eduard Bomhoff est nommé à 60 ans Vice-Premier ministre, ministre de la Santé, du Bien-être et des Sports dans le premier cabinet du chrétien-démocrate Jan Peter Balkenende.
Il s'oppose très rapidement au ministre des Affaires économiques Herman Heinsbroek, tous deux cherchant à prendre le contrôle de la LPF. Finalement, ils démissionnent le 16 octobre et causent la chute du gouvernement.

### Retour à l'université
Il quitte la LPF en 2003 et met un terme à sa carrière politique. Il fait son retour dans l'enseignement supérieur en obtenant un poste de professeur de développement macro et micro-économique à l'université de Barhein en septembre suivant. Depuis février 2004, il enseigne l'économie asiatique à l'université de Kuala Lumpur.

### Vie privée
Il est marié, père de deux enfants et de confession vieille-catholique.